# Lijst van nummer 1-hits in Italië in 2017
Deze hits stonden in 2017 op nummer 1 in de FIMI Single Top 10, de bekendste hitlijst in Italië.
| Datum        | Artiest                              | Titel               |
| ------------ | ------------------------------------ | ------------------- |
| 5 januari    | Clean Bandit, Sean Paul & Anne-Marie | Rockabye            |
| 12 januari   | Ed Sheeran                           | Shape of You        |
| 19 januari   | Ed Sheeran                           | Shape of You        |
| 26 januari   | Ed Sheeran                           | Shape of You        |
| 2 februari   | Ed Sheeran                           | Shape of You        |
| 9 februari   | Ed Sheeran                           | Shape of You        |
| 16 februari  | Francesco Gabbani                    | Occidentali's Karma |
| 23 februari  | Francesco Gabbani                    | Occidentali's Karma |
| 2 maart      | Francesco Gabbani                    | Occidentali's Karma |
| 9 maart      | Ed Sheeran                           | Shape of You        |
| 16 maart     | Ed Sheeran                           | Shape of You        |
| 23 maart     | Luis Fonsi & Daddy Yankee            | Despacito           |
| 30 maart     | Luis Fonsi & Daddy Yankee            | Despacito           |
| 6 april      | Luis Fonsi & Daddy Yankee            | Despacito           |
| 13 april     | Luis Fonsi & Daddy Yankee            | Despacito           |
| 20 april     | Luis Fonsi & Daddy Yankee            | Despacito           |
| 27 april     | Luis Fonsi & Daddy Yankee            | Despacito           |
| 4 mei        | Luis Fonsi & Daddy Yankee            | Despacito           |
| 11 mei       | Luis Fonsi & Daddy Yankee            | Despacito           |
| 18 mei       | Luis Fonsi & Daddy Yankee            | Despacito           |
| 25 mei       | Luis Fonsi & Daddy Yankee            | Despacito           |
| 1 juni       | Luis Fonsi & Daddy Yankee            | Despacito           |
| 8 juni       | Luis Fonsi & Daddy Yankee            | Despacito           |
| 15 juni      | Sfera Ebbasta                        | Tran Tran           |
| 22 juni      | Luis Fonsi & Daddy Yankee            | Despacito           |
| 29 juni      | Luis Fonsi & Daddy Yankee            | Despacito           |
| 5 juli       | J-Ax, Fedez & T-Pain                 | Senza pagare        |
| 12 juli      | J-Ax, Fedez & T-Pain                 | Senza pagare        |
| 19 juli      | J-Ax, Fedez & T-Pain                 | Senza pagare        |
| 26 juli      | J-Ax, Fedez & T-Pain                 | Senza pagare        |
| 3 augustus   | J-Ax, Fedez & T-Pain                 | Senza pagare        |
| 10 augustus  | Thegiornalisti                       | Riccione            |
| 17 augustus  | J-Ax, Fedez & T-Pain                 | Senza pagare        |
| 24 augustus  | J-Ax, Fedez & T-Pain                 | Senza pagare        |
| 31 augustus  | J-Ax, Fedez & T-Pain                 | Senza pagare        |
| 7 september  | J-Ax, Fedez & T-Pain                 | Senza pagare        |
| 14 september | J-Ax, Fedez & T-Pain                 | Senza pagare        |
| 21 september | J Balvin & Willy William             | Mi gente            |
| 28 september | Gué Pequeno & Sfera Ebbasta          | Lamborghini         |
| 5 oktober    | Coez                                 | La musica non c'è   |
| 12 oktober   | Coez                                 | La musica non c'è   |
| 19 oktober   | Coez                                 | La musica non c'è   |
| 26 oktober   | Coez                                 | La musica non c'è   |
| 2 november   | Coez                                 | La musica non c'è   |
| 9 november   | Coez                                 | La musica non c'è   |
| 16 november  | Coez                                 | La musica non c'è   |
| 23 november  | Coez                                 | La musica non c'è   |
| 30 november  | Salmo                                | Perdonami           |
| 7 december   | Ed Sheeran                           | Perfect             |
| 14 december  | Ed Sheeran                           | Perfect             |
| 21 december  | Ed Sheeran                           | Perfect             |
| 28 december  | Ed Sheeran                           | Perfect             |